# Dmytro Bezotosny
Dmytro Ołeksandrowycz Bezotosny, ukr. Дмитро Олександрович Безотосний (ur. 15 listopada 1983 w Chmielnickim) – ukraiński piłkarz, grający na pozycji bramkarza.

## Kariera piłkarska

### Kariera klubowa
Wychowanek DJuSSz Chmielnicki. W 2000 roku rozpoczął karierę piłkarską w amatorskim zespole Towtry Czemerowce. W 2001 występował w składzie trzeciej drużyny Dnipra Dniepropetrowsk, po czym przeszedł do rosyjskiego Saturn-REN TV Ramienskoje. Jednak za trzy lata spędzonych w podmoskiewskim klubie żadnego razu nie zagrał w podstawowym składzie. Na początku 2005 podpisał kontrakt z Metałurhiem Zaporoże. Najpierw występował w drugiej drużynie Metałurha Zaporoże, dopiero 23 maja 2009 debiutował w Premier-lidze. 17 czerwca 2011 podpisał 3-letni kontrakt z Czornomorcem Odessa. Na początku stycznia 2015 opuścił odeski klub, a 15 stycznia został piłkarzem FK Qəbələ. 10 lipca 2019 wrócił do Czornomorca. 21 października 2019 za obopólną zgodą kontrakt został rozwiązany.

## Sukcesy i odznaczenia

### Sukcesy klubowe
Czornomoreć Odessa
- finalista Pucharu Ukrainy: 2012/13

FK Qəbələ
- wicemistrz Azerbejdżanu: 2016/17, 2017/18
- zdobywca Pucharu Azerbejdżanu: 2018/19
- finalista Pucharu Azerbejdżanu: 2016/17, 2017/18